# Ramna (Rumunia)
Ramna – wieś w Rumunii, w okręgu Caraș-Severin, w gminie Ramna. W 2011 roku liczyła 1137 mieszkańców. 